# Wat Bowonniwet
Il Wat Bowonniwet (in lingua thai: วัดบวรนิเวศ, nome proveniente dal pāli Pavara niwesa, letteralmente: eccellente dimora; nome esteso: Wat Bowonniwet Vihara), conosciuto in Thailandia anche come Wat Bowon, è un monastero di prima classe reale (in thai: ราชวรวิหาร, trascrizione RTGS: raja wara maha vihara) della tradizione Thammayut del Buddismo Theravada. È situato nella zona nordorientale dell'isola di Rattanakosin, nel centrale distretto Phra Nakhon di Bangkok, la capitale della Thailandia. Nel wat hanno studiato e sono stati ordinati monaci diversi membri della famiglia reale, tra i quali Bhumibol Adulyadej (Rama IX), defunto nel 2016.

## Storia
Al monastero è stato accordato il patrocinio della casa reale Chakri grazie al figlio del sovrano Buddha Loetla Nabhalai (Rama II), il principe Mongkut, che vi entrò con il nome monastico Phra Vajiranyano e vi rimase per 27 anni (dal 1824 al 1851). Ai tempi in cui arrivò Mongkut, l'area dove sorge attualmente Wat Bowonniwet era occupata da due distinti monasteri, Wat Rangsee e Wat Mai. Quest'ultimo non aveva l'abate ed il re Jessadabodindra (Rama III) chiese al fratellastro Mongkut di diventarne l'abate nel 1836.
Durante il lungo periodo di permanenza al wat, Mongkut si rese conto della corruzione dei costumi dei monaci rispetto ai precetti del canone pāli, ed elaborò la formazione del Thammayut Nikaya, un ordine monastico ortodosso che è diventato il secondo più importante tra quelli del Buddismo Theravada. Il Wat Bowonniwet è tuttora la sede principale di questo ordine, Mongkut ne fu il primo abate e si sarebbero poi succeduti altri cinque abati, di cui tre sono diventati i supremi patriarchi della sangha thailandese. In seguito, Mongkut divenne re del Siam (vecchio nome della Thailandia) con il nome Phra Bat Somdet Phra Chom Klao Chao Yu Hua, chiamato in Thailandia Chom Klao e in occidente Mongkut o Rama IV. I due monasteri furono unificati per ordine del sovrano Vajiravudh (Rama VI, regno dal 1910 al 1925), e fu così che il Wat Bowonniwet raggiunse le dimensioni attuali.
La tradizione thailandese prevede che gli uomini trascorrano un periodo in un wat che può durare anche qualche mese, durante il quale vengono ordinati monaci (in lingua thai: ภิกษุ, trascritto bhikkhu) Nel 1976, durante la sommossa popolare che avrebbe portato al massacro dell'Università Thammasat, fu ordinato monaco al Wat Bowonniwet l'ex dittatore Thanom Kittikachorn, appena giunto in Thailandia dopo 3 anni di esilio. Fu proprio il ritorno di Thanom a scatenare la rabbia popolare; il wat fu chiuso al pubblico e presidiato da gruppi paramilitari per evitare incidenti. Tra i vari membri della famiglia reale che sono stati monaci al Bowonniwet vi è il defunto sovrano Bhumibol Adulyadej (Rama IX), bisnipote di Mongkut, che vi trascorse un periodo subito dopo essere stato ordinato monaco al Wat Phra Kaew. Rama X, attuale re, ricevette gli ordini al Bowonniwet. Lo status regale del wat richiede una stretta osservanza da parte dei visitatori delle norme di comportamento.

## Descrizione

Pianta del distretto Phra Nakhon comprendente Wat Bowonniwet

Come per tradizione dei maggiori wat thailandesi, anche il Bowonniwet è diviso in due sezioni: la Buddhavasa è quella che ospita gli edifici e le strutture dedicate al Buddha, mentre la Sanghavasa ospita gli alloggi per i monaci ed i novizi (in thai: สามเณร, sramanera). L'ingresso principale si trova sul lato nord, nella strada Phra Sumen, e presenta pregevoli decorazioni rivestite con una pellicola d'oro. Quello secondario dà sulla piazza Bang Lumphoo, la quale prende il nome dal vicino canale che delimita l'isola di Rattanakosin a nord e ad est e che dà il nome all'intero circondario dove si trova il wat.
Gli edifici più importanti della Buddhavasa sono i seguenti:
- Il Phra Ubosot è il tempio principale, dove si tengono le cerimonie di ordinazione (Upasampadā) e le principali cerimonie. Al suo interno è custodita la statua del Phra Buddha Jinasiha, una delle più venerate in Thailandia, che risale al periodo Sukhothai. Di rilievo anche gli affreschi interni di In Kong, un pittore siamese distintosi ai tempi di Rama IV.[6]
- L'Haw Trai è l'edificio che ospita i sacri Tripitaka, la raccolta degli antichi testi sacri del canone pāli. Gli splendidi documenti sono scritti su foglie di palma ma sono in precario stato di conservazione. Anche all'interno di questo edificio vi sono notevoli affreschi.[7]
- Il grande Chedi (nome thailandese per Stupa) supera i 50 metri, dimensione inusuale per i chedi del centro della città, solitamente più piccoli. È stato costruito nello stesso stile del Phra Pathom Chedi, lo stupa di Nakhon Pathom che è il più alto del mondo e che fu costruito per volere di re Mongkut. Nel rinnovo del 1964 è stato rivestito con piastrelle d'oro, che gli conferiscono un aspetto luccicante. A ognuno dei quattro angoli del basamento quadrato sorge un prang, queste torri istoriate sono state costruite in stile khmer classico ed ospitano statue del Buddha in piedi con le mani nella posizione dell'Abhayamudrā. Tutti i lati del basamento presentano una porta d'accesso e sono decorati con statue raffiguranti divinità comuni al Buddismo e all'Induismo. L'accesso al chedi è consentito al pubblico solo nella notte del Phansaa, il giorno dopo l'Asalha Puja, all'inizio della stagione delle piogge. All'interno vi sono bassorilievi raffiguranti i quattro eventi della vita del Buddha: la nascita, il risveglio, il primo sermone e la morte.[8]
- Il Phra Tamnak Panya è l'edificio in cui risiedette Mongkut nei 27 anni trascorsi al Bowonniwet. Costruito all'interno del Grande Palazzo Reale durante il regno del padre di Mongkut, Rama II (dal 1809 al 1824), fu smontato e ricostruito nel wat per volere di Rama III (1824-1851) appositamente per ospitare il fratellastro Mongkut che, essendo maggiore di età, gli aveva ceduto il diritto a diventare re. In seguito vi avrebbero soggiornato anche i sovrani Vajiravudh (Rama VI [1910-1925]), Prajadhipok (Rama VII [1925-1935]) e Bhumibol Adulyadej (Rama IX), che vi rimase per un tempo breve nel 1956, nel periodo in cui fu ordinato monaco.[4]

## Galleria d'immagini

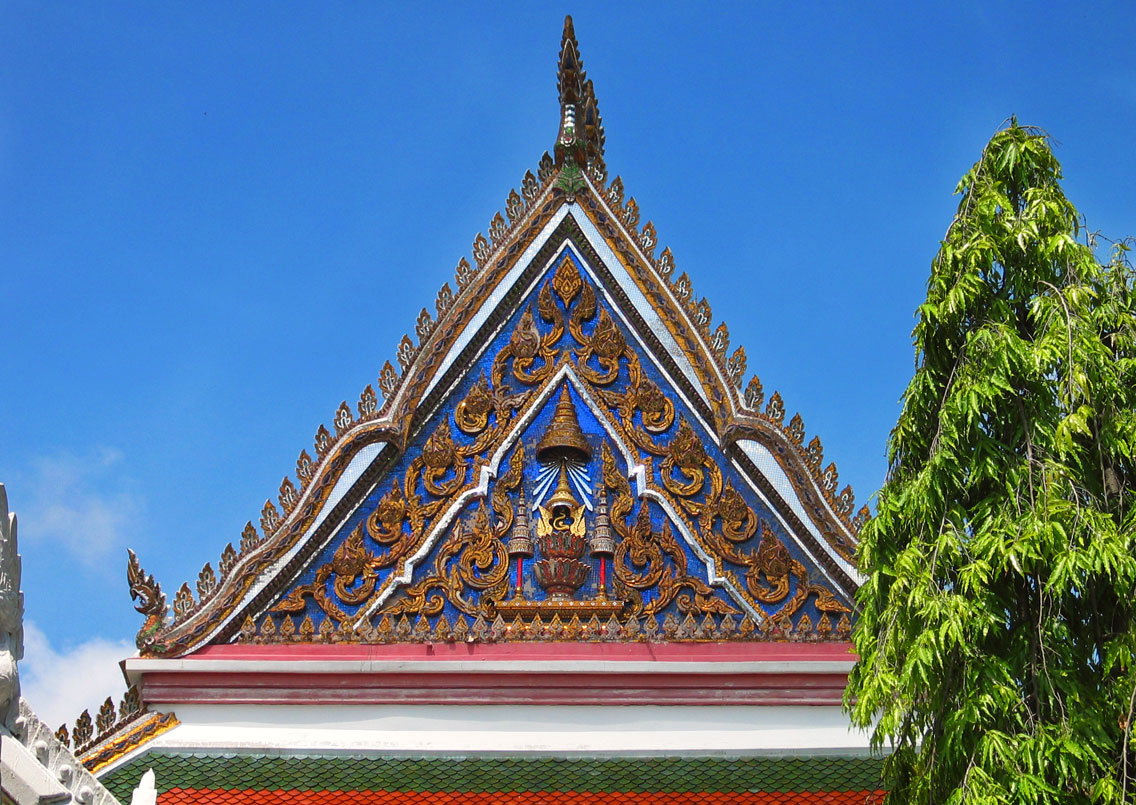
Frontone del Phra Ubosot recante al centro lo stemma di re Mongkut, la corona della vittoria con a fianco le due ombrelle regali
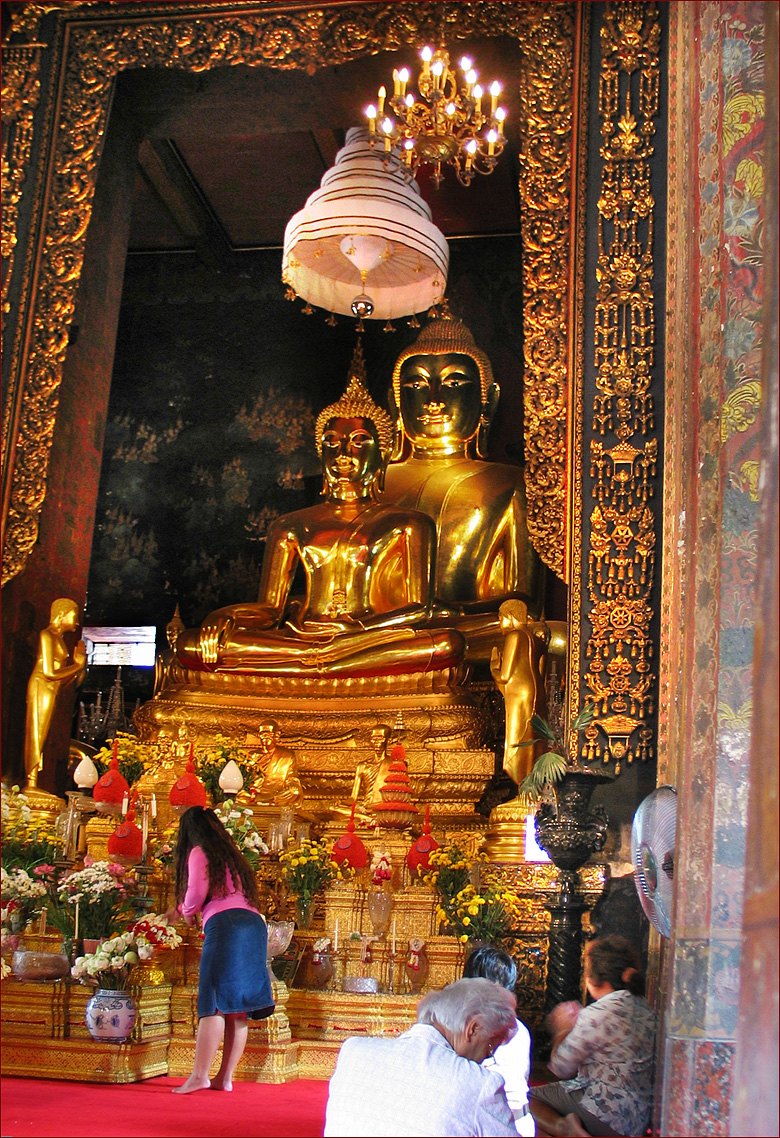
La statua del Phra Buddha Jinasiha
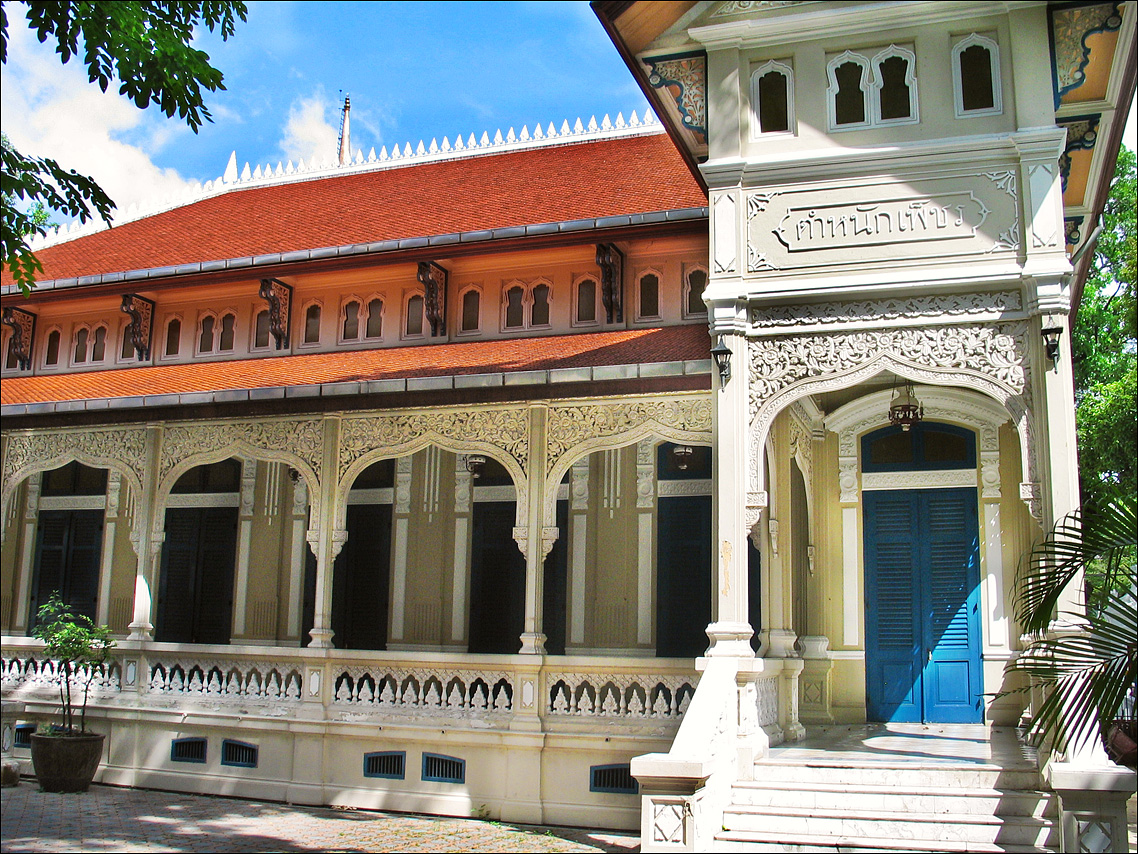
Phra Tamnak Panya, la raffinata residenza del principe Mongkut nel Wat Bowonniwet
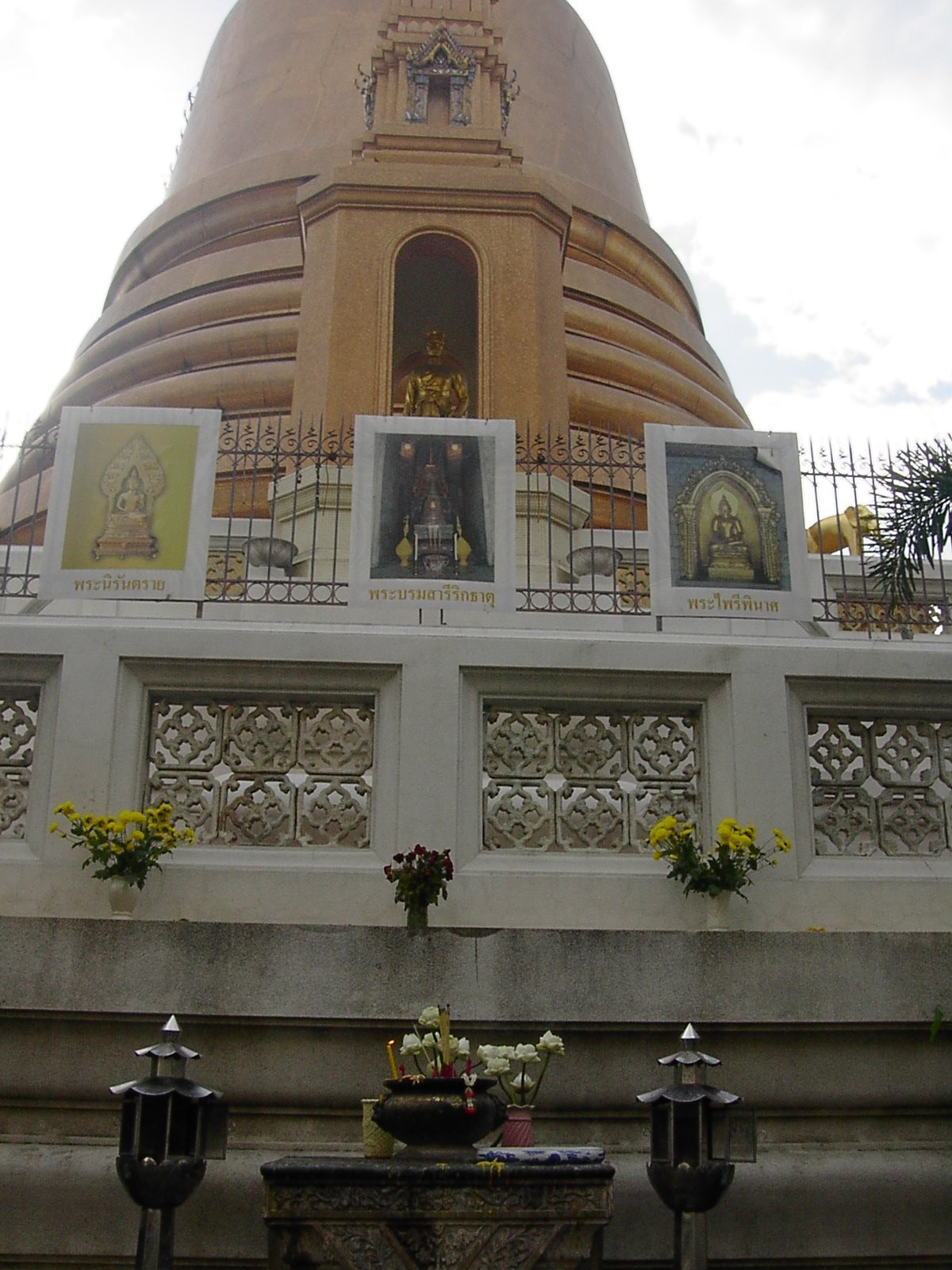
Statua raffigurante Rama IV su uno dei lati del basamento del Chedi
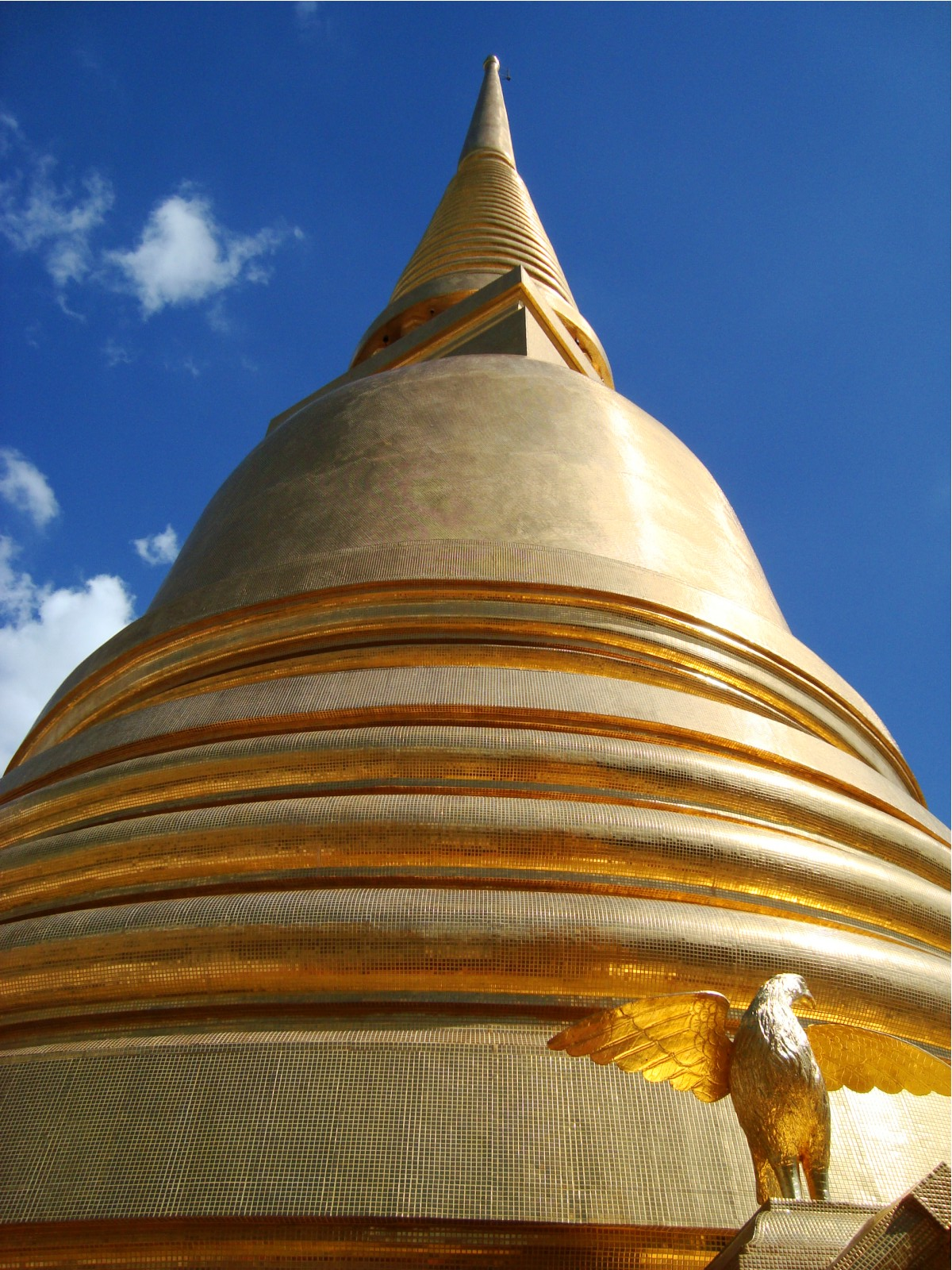
Il Chedi